# Johanna Spaey
Johanna Spaey (1966) is een Vlaams schrijfster, journaliste en eindredacteur.
Spaey werd geboren in Leuven en studeerde in deze stad en in Leiden assyriologie.
Dood van een soldaat (2005) is haar eerste misdaadroman, een thriller die zich afspeelt aan het einde van de Eerste Wereldoorlog. Ze ontving voor dit boek de Gouden Strop 2005.
Op de Boekenbeurs van Antwerpen heeft ze op 1 november 2005 voor dit boek de Hercule Poirotprijs ontvangen, de prijs voor beste Vlaamse misdaadroman.
In 2021 verscheen haar roman Oktober is de mooiste maand, over de liefde tussen een Duitse terrorist met opvallende gelijkenissen met een lid van de Rote Armee Fraktion en een Vlaamse, 'de ander' die buiten zijn wereld staat. 